# Skalka (Magura Spiska)
Skalka (1069 m) – szczyt w słowackiej Magurze Spiskiej. Jego zachodnie stoki stromo opadają do Kotlin oddzielających Magurę Spiską od Tatr Bielskich, stoki północno-zachodnie mniej stromo do Doliny Bachledzkiej, a wschodnie do dolinki niewielkiego potoku o nazwie Slobodov potok.
Skalka w tłumaczeniu na język polski oznacza skałkę. Istotnie,  w stromych stokach opadających do Kotlin znajdują się gołe skały. Poza tym Skalka jest całkowicie porośnięta lasem.Jej strome zachodnie stoki to obszar ochrony ścisłej.